# Taillant
Taillant is een gemeente in het Franse departement Charente-Maritime (regio Nouvelle-Aquitaine) en telt 131 inwoners (1999). De plaats maakt deel uit van het arrondissement Saint-Jean-d'Angély.

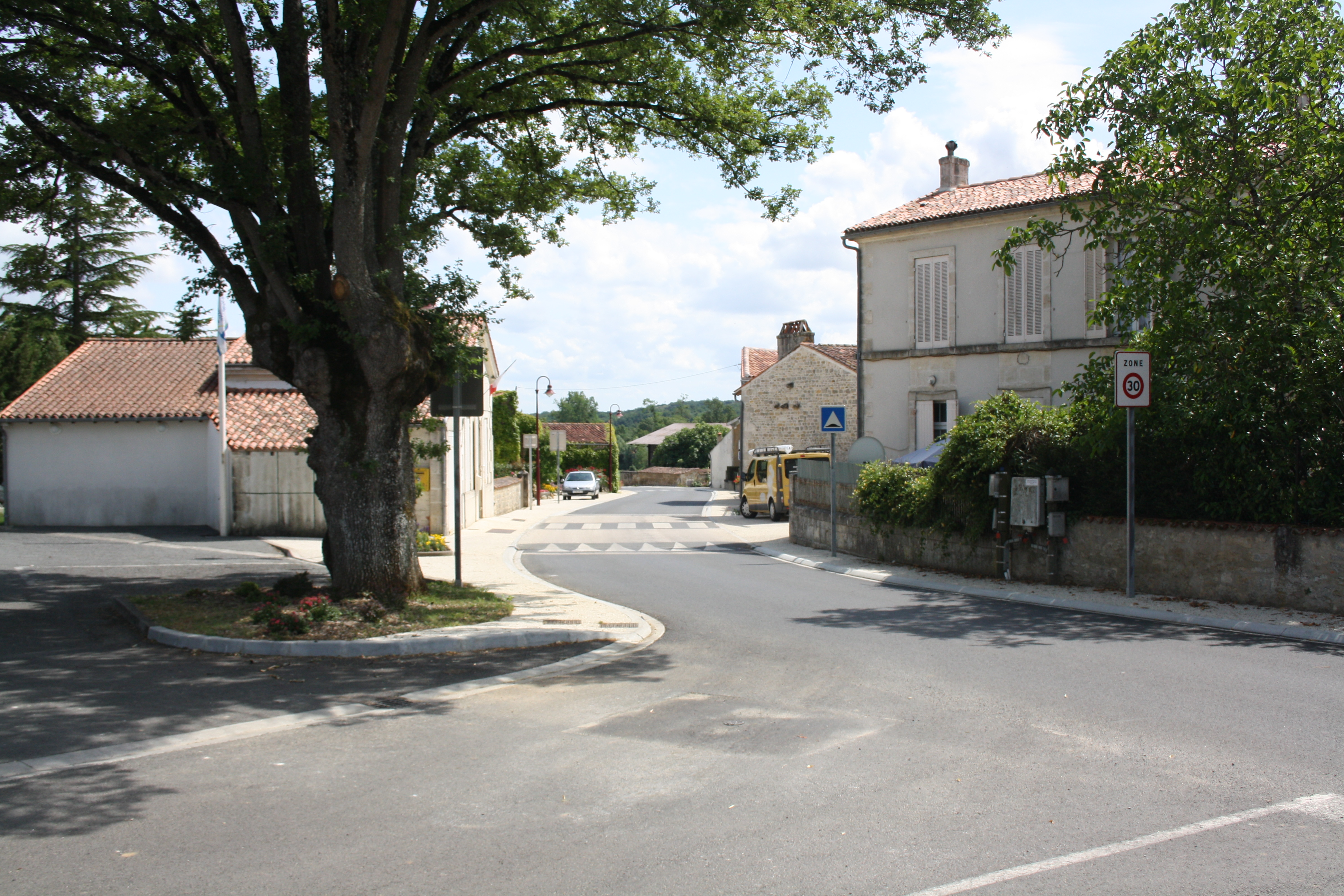
Straat in Taillant
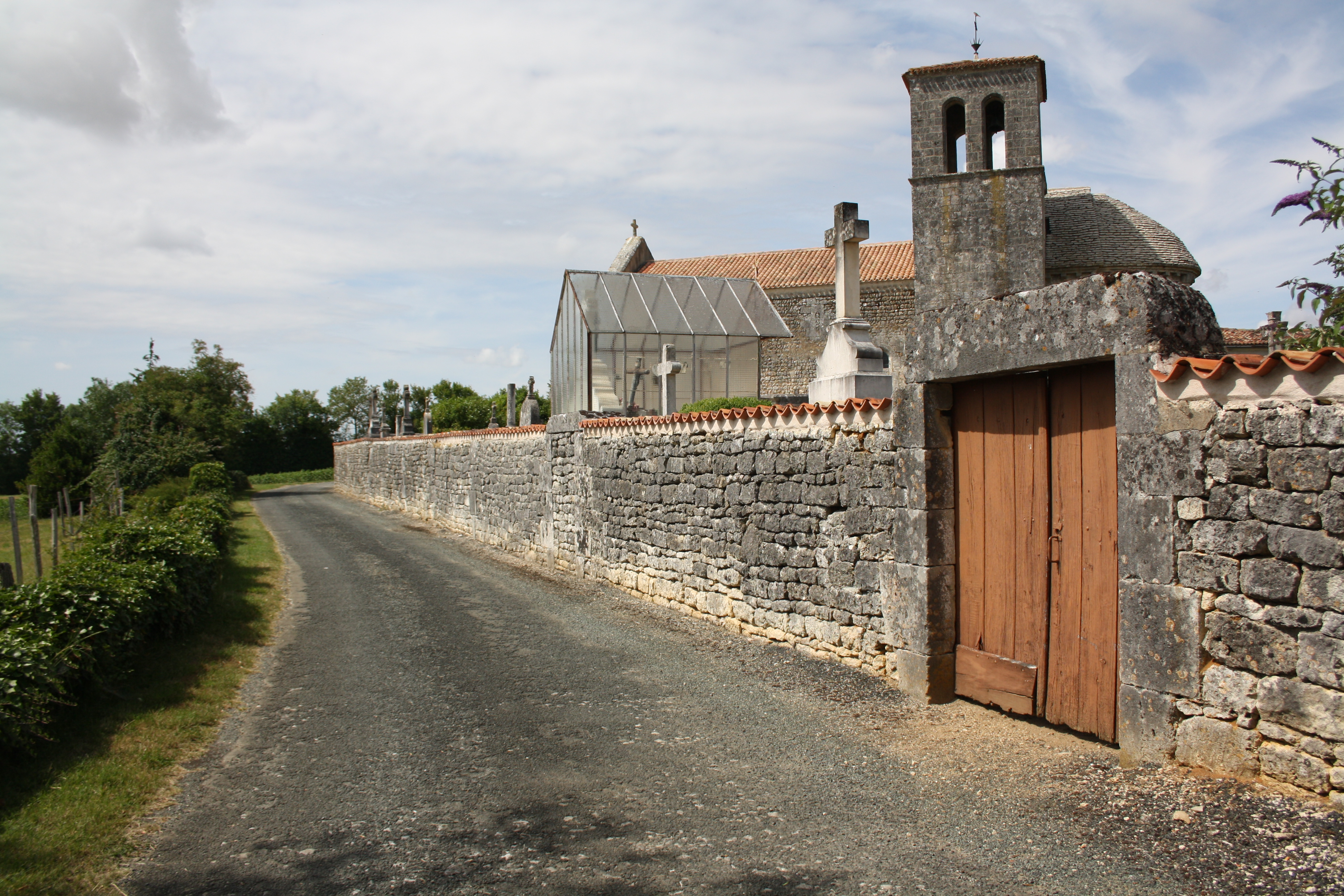
Kerk in Taillant

## Geografie
De oppervlakte van Taillant bedraagt 4,9 km², de bevolkingsdichtheid is 26,7 inwoners per km².
De onderstaande kaart toont de ligging van Taillant met de belangrijkste infrastructuur en aangrenzende gemeenten.

## Demografie
Onderstaande figuur toont het verloop van het inwonertal (bron: INSEE-tellingen).